# Florian Wlaźlak
Florian Wlaźlak (ur. 4 maja 1949 w Mazurach) – polski samorządowiec, od 1998 do 2001 prezydent Pabianic.

## Życiorys
Uzyskał wykształcenie wyższe. Należał do Akcji Wyborczej Solidarność. W 1998 wybrany na prezydenta Pabianic. Został odwołany w 2001, gdy część radnych AWS porozumiała się z SLD; zastąpił go wówczas Paweł Winiarski. W 2002 po raz pierwszy uzyskał mandat radnego powiatu pabianickiego, wybierany także w kolejnych wyborach w 2006, 2010, 2014 i 2018.
Obejmował funkcję przewodniczącego rady powiatu pabianickiego. Został także prezesem Zakładu Energetyki Cieplnej. Zaangażował się też w działalność ruchu na rzecz jednomandatowych okręgów wyborczych. W 2006 bezskutecznie ubiegał się o urząd prezydenta Pabianic, zdobywając 13,9% głosów i przegrywając w pierwszej turze.
W 2020 odznaczony Krzyżem Kawalerskim Orderu Odrodzenia Polski.